# Porážka adamitů
Porážka adamitů na Ostrově na Hamru byl rozhodující střet mezi vojsky husitů a radikální sektou adamitů, k němuž došlo v říjnu 1421.
Adamité byli odštěpenou skupinou radikálních pikartů v husitském Táboře. V lednu 1421 odchází z Tábora skupina pikartů vedená Martinem Húskou do Příběnic. Pod vedením kněze Petra Kániše se sektáři radikalizují a proměňují na adamity, propadají chiliastickému blouznění a oddávají se sexuálním orgiím. Na přelomu března a dubna 1421 je táborská obec rozehnala a vytlačila z Příběnic. Skupina si poté zřídila provizorní ležení v lesnatých kopcích na pravém břehu Lužnice. Jan Žižka na ně udeřil v dubnu 1421, přičemž se mnozí rozutekli, ale na padesát z nich bylo pochytáno (mezi nimi i Petr Kániš), odvedli je do vsi Klokoty a tam byli upáleni.

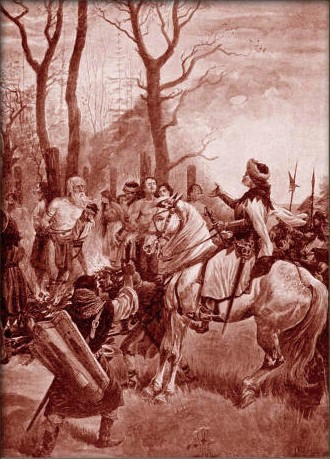
Ferdinand Hetteš: Upálení Adamitů

Znovu proti nim Žižka zasáhl během výpravy proti Soběslavi. V roce 1421 se husitská vojska pod Žižkovým vedením vytáhla proti zbytku adamitů, kteří se soustředili na ostrově v toku Nežárky mezi Veselím nad Lužnicí a Stráží. Sektáři odtud činili výpady do okolí, během nichž vypálili mimo jiné Kardašovu Řečici. K rozhodujícímu střetu s husity došlo v říjnu 1421. Přestože se adamité statečně bránili, husitskému vojsku podlehli a 40 z nich bylo zajato a zahubeno mečem a ohněm (21. října 1421).
Poražené sektáře Žižka upálil, ponechán byl údajně jen jeden, aby táborským kněžím vypověděl všechny skutky svých druhů. Tyto tzv. adamitské články pak poslal Žižka do Prahy, aby o nich byli informováni pražští kněží.

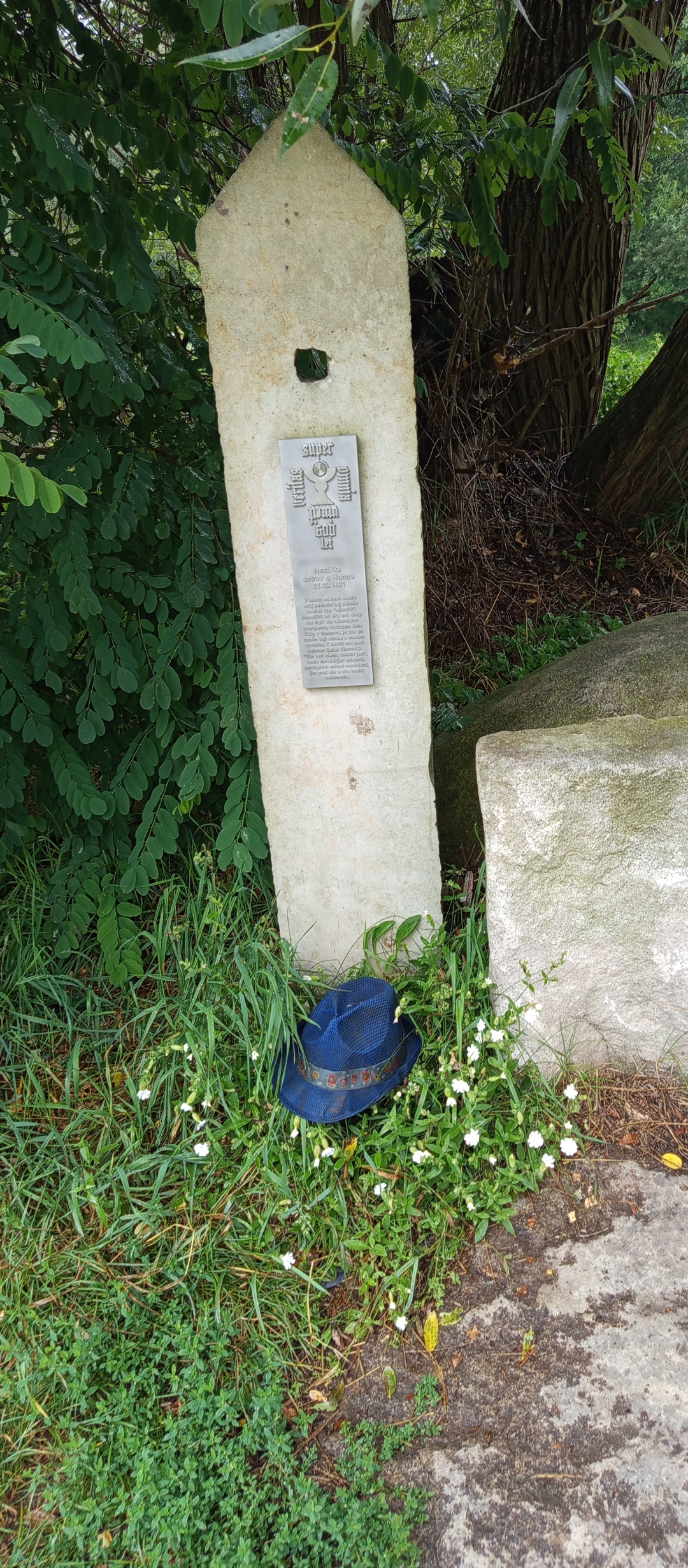

V říjnu, roku 2021 se v obci Val na Ostrově Hamru konala akce připomínající 600 let od poražení adamitů. Na památku zde byl odhalen pomník, na památku padlým adamitům.